# Scléromètre
Note : Cet article se rapporte au scléromètre de Schmidt pour la mesure de la résistance en compression du béton et non au scléromètre de Turner pour la mesure de la dureté des métaux et des minéraux. Les objectifs de mesure et les principes de fonctionnement de ces deux instruments sont différents.
 (août 2013).

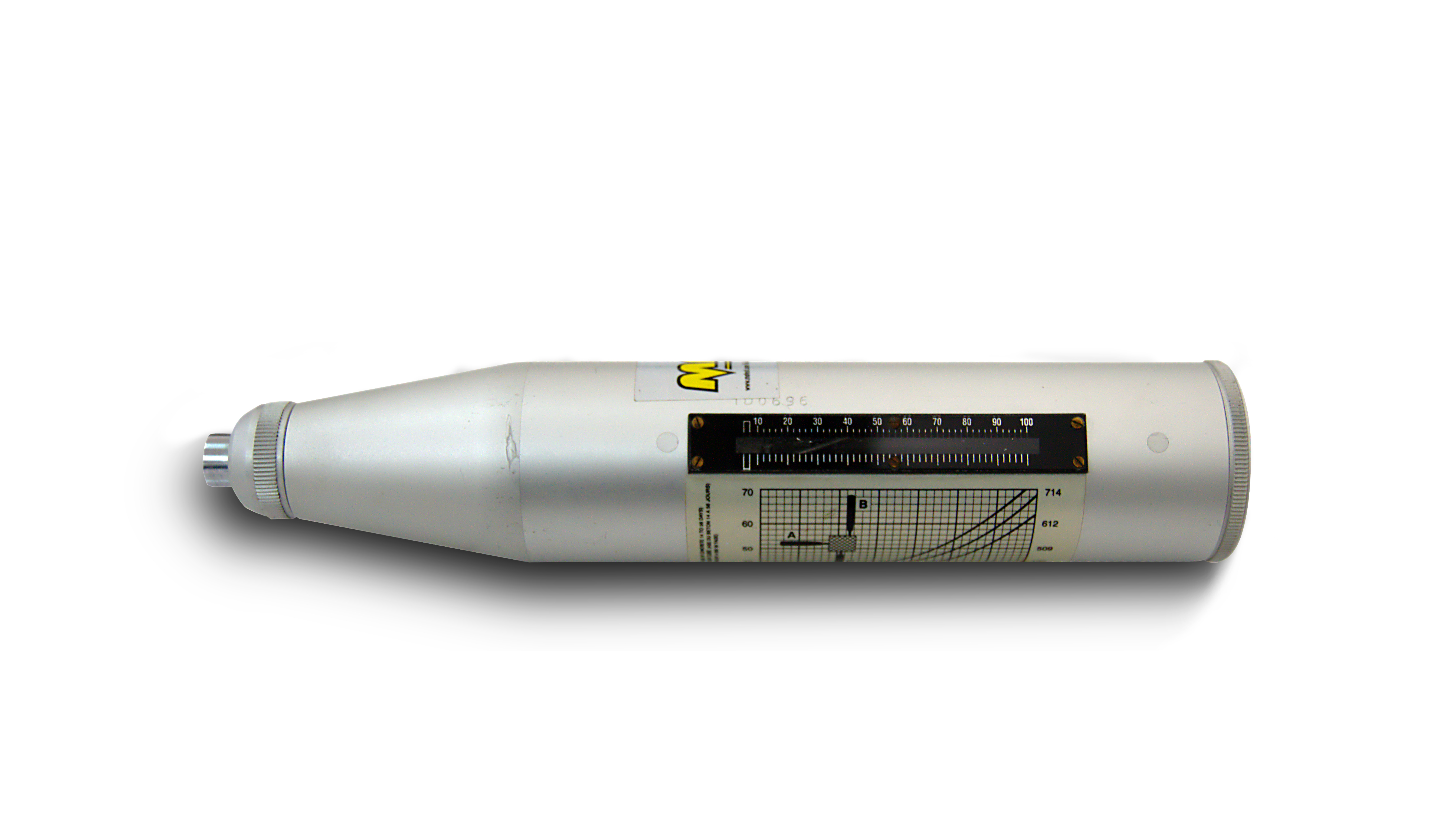
Scléromètre de Schmidt pour la mesure de la résistance à la compression du béton.

Le scléromètre de Schmidt (du grec ancien : σκληρός,sklêrós, signifiant « dur »), est un instrument servant à mesurer la résistance à la compression d'un matériau, comme le béton. Il mesure l'indice de rebondissement à la surface du matériau, indice qui est proportionnel à la résistance du matériau à la compression.

## Principe du marteau de Schmidt

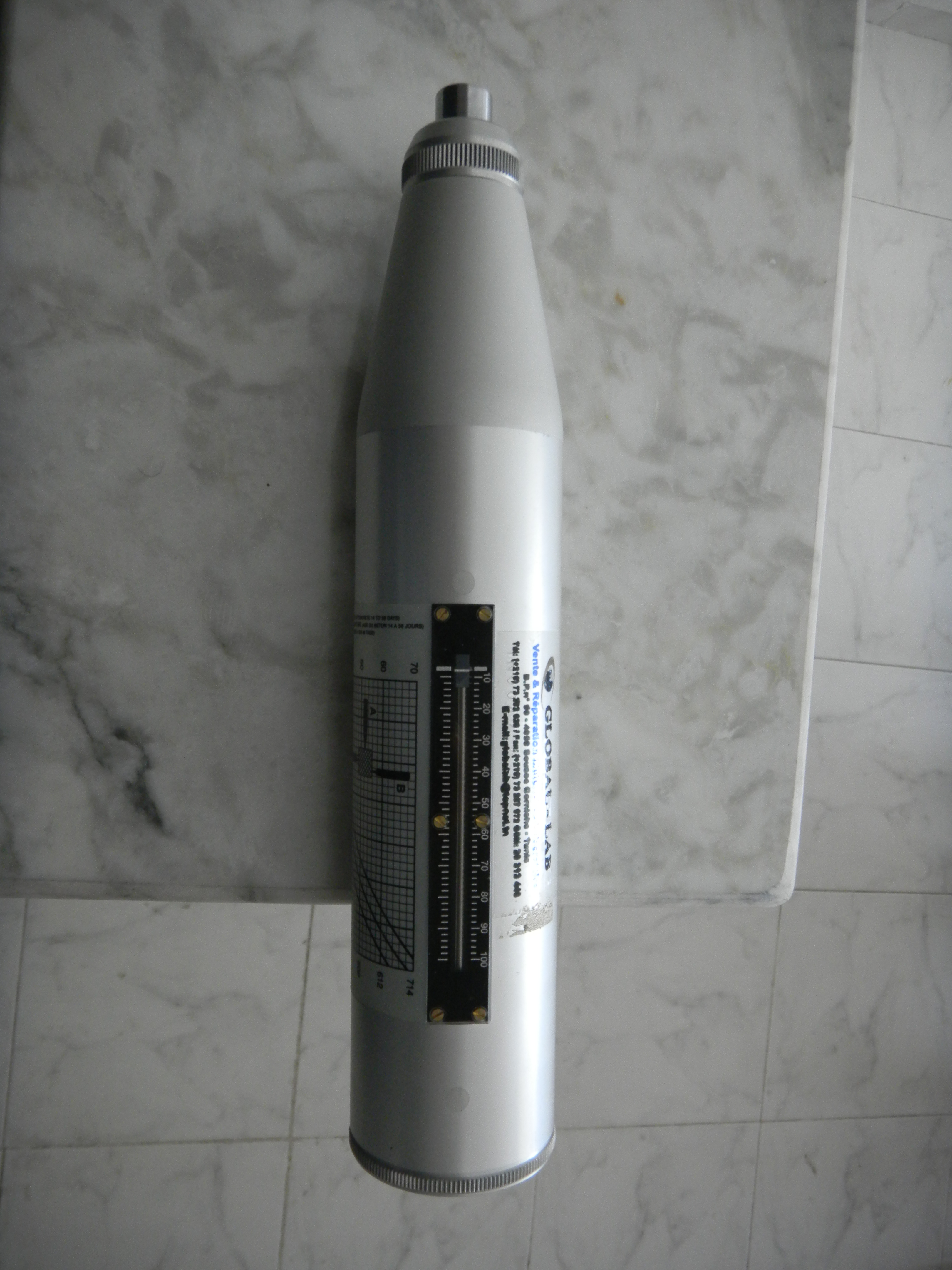
Scléromètre PCE-HT 225A portable pour mesurer la résistance du béton à la compression.

Le scléromètre est constitué d'une tête en acier, d'un ressort calibré et d'un manche utilisé pour mesurer le « rebond » de sa tête après un choc avec la surface d'un matériau ou d'une structure. Le scléromètre s'utilise généralement dans le secteur de la construction et parfois dans d'autres secteurs industriels.
La dureté du béton est définie selon les rapports gradués entre la hauteur du rebondissement et la dureté du béton à la compression par le moyen défini préalablement[pas clair]. La vérification s'effectue toujours sous une même énergie de test de 2,207 J. Son principe est basé sur la résilience d'un matériau au choc. Il est calibré au moyen de l’impact d'un mouton de choc sur une surface de béton avec une énergie normalisée. La hauteur de son rebondissement est fonction de la résistance du béton à la compression. L'énergie cinétique de rebond du scléromètre est une mesure indirecte de la dureté du béton ou de sa résistance à la compression (pression indiquée en N/mm2 ou MPa, deux unités équivalentes). La capacité de charge mécanique du béton est essentiellement évaluée sur base de sa résistance à la compression.
En plus simple, un marteau coulissant dur et une barre de glissement permettent de transmettre à la surface du matériau l'énergie potentielle emmagasinée par un ressort calibré. Le marteau frappe la tige de percussion en contact avec l’éprouvette à tester. Le rebond du marteau est proportionnel à la résistance en compression du béton. Le mouvement de rebond du marteau entraîne un curseur sur une échelle graduée. On obtient  ainsi une valeur de rebond qui après conversion grâce à des abaques spécifiques permet de déterminer la résistance à la compression du béton.

## Résistance du béton à la compression
La résistance à la compression se définit normalement comme la mesure de la résistance à la rupture en appliquant une charge de compression dans un axe donné durant un temps bref. La résistance à la compression du béton se détermine en tenant compte de l'influence des grandeurs suivantes :
- résistance du prisme de béton ;
- composition et compactage du béton ;
- temps et conditions de la cure du béton ;
- dimensions et forme de l'élément test ;
- type et durée de la charge.

La résistance à la compression est déterminée en laboratoire sur des cylindres ou des cubes de béton.

## Fiabilité d'un essai
Le scléromètre est un outil très utilisé sur les chantiers dans le domaine de l'auscultation d'ouvrage d'art pour sa simplicité et sa rapidité d’exécution. Les courbes fournies par les constructeurs sont souvent très éloignées de la réalité[réf. souhaitée]. En effet les indications données par le constructeur ont été étudiées en laboratoire et ne sont pas représentatives du terrain. Les résultats sont généralement corrélé avec d'autres éléments tels qu'une évaluation de la vitesse de propagation des ondes ultrasonores afin de les affiner et de les vérifier.

## Usage

Schéma de principe d'un scléromètre.

Le scléromètre est un appareil pour essais non destructif sur des ouvrages ou des  éprouvettes en béton. Il est utilisé dans le cas :
- d’exécution rapide d'essais sur toutes parties accessibles d'un ouvrage
- de contrôle de ses caractéristiques dans le temps, sans détérioration significative
- de prédiction d’une caractéristique ou d’un événement pouvant apparaître dans le futur

## Caractéristiques et spécifications d'un scléromètre de Type N
- Énergie de l’impact : supérieure à 1,8 J.
- Effort de compression du ressort pour l’impact : moins de 70 N.
- Rebondissement du mouton après un choc sur une enclume : 78 ± 2 UC de l’échelle du scléromètre.
- Déviation des indications lors de la mesure du rebondissement depuis l’enclume de contrôle : ± 2 UC de l’échelle du scléromètre.
- Dureté des aires en jeu du mouton et du pénétrateur : supérieure à 60 HRC.
- Rugosité de l’aire en jeu du pénétrateur : moins de 10 µm.
- Rayon de la sphère du pénétrateur : 25 ± 1 mm.
- Gabarit du scléromètre : longueur = 280 mm, Ø max. = 43 mm.
- Poids : 1,3 kg.

## Modèles en fonction du substrat à tester
Différents modèles de scléromètre sont disponibles en fonction de la nature du substrat à tester, béton ou roche :
- un modèle de « scléromètre pour béton » dit « scléromètre de type N ». L'énergie de percussion est de 2,207 N m (0,225 kg m) ;
- un modèle « roche » dit « scléromètre de type L ». Ce modèle est utilisé sur des éprouvettes de roche qui peuvent être sensibles à l’énergie de percussion du marteau du modèle de type N. Il a une énergie de percussion plus faible : 0,735 N m (0,075 kg m).